# Jesús Fernández González
Jesús Fernández González (ur. 15 września 1955 w Selga de Ordán) – hiszpański duchowny katolicki, biskup Astorgi w latach 2020–2025, biskup Kordoby od 2025.

## Życiorys

### Prezbiterat
Święcenia kapłańskie otrzymał 29 czerwca 1980 i został inkardynowany do diecezji León. Przez kilkanaście lat pracował w diecezjalnych seminariach, a w latach 2003-2010 był wikariuszem biskupim ds. duchowieństwa. W 2010 mianowany wikariuszem generalnym i kanclerzem kurii.

### Episkopat
10 grudnia 2013 papież Franciszek mianował go biskupem pomocniczym archidiecezji Santiago de Compostela ze stolicą tytularną Rotdon. Sakry biskupiej udzielił mu 8 lutego 2014 metropolita Santiago - arcybiskup Julián Barrio Barrio.
8 czerwca 2020 został mianowany biskupem ordynariuszem Astorgi. Ingres odbył 18 lipca 2020. 27 marca 2025 ogłoszono jego nominację na biskupa Kordoby. Urząd ten objął 24 maja 2025.